# Bezirkskrankenhaus Augsburg
Das Bezirkskrankenhaus Augsburg (kurz: BKH Augsburg) ist eine Klinik für Psychiatrie, Psychotherapie und Psychosomatik in Augsburg mit 326 vollstationären Betten und 32 Tagesklinikplätzen sowie mehreren Allgemein- und Spezialambulanzen. Die psychiatrisch-psychotherapeutische Notaufnahme ist rund um die Uhr geöffnet und kooperiert eng mit der Notaufnahme des Universitätsklinikums Augsburg.
Das Einzugsgebiet erstreckt sich auf die Stadt Augsburg sowie Teile der Landkreise Augsburg und Aichach-Friedberg.
Das BKH Augsburg ist über mehrere Bauabschnitte über einen Zeitraum von etwa 30 Jahren entstanden. Seit dem 1. Januar 2008 gehört das Krankenhaus zum Kommunalunternehmen Bezirkskliniken Schwaben.
Seit 1. Januar 2019 ist das BKH Klinik der Universität Augsburg und damit Teil der Universitätsmedizin in Augsburg. Ärztlicher Direktor des BKH Augsburg und zugleich Inhaber des Lehrstuhls für Psychiatrie und Psychotherapie an der Universität Augsburg ist Alkomiet Hasan.
Das BKH Augsburg verfügt über eine der größten Institutsambulanz Bayerns und behandelt auf 16 Stationen, in zwei Tageskliniken und einer Vielzahl von spezialisierten Ambulanzen Menschen mit psychischen Erkrankungen im gesamten Diagnosespektrum.

## Geschichte

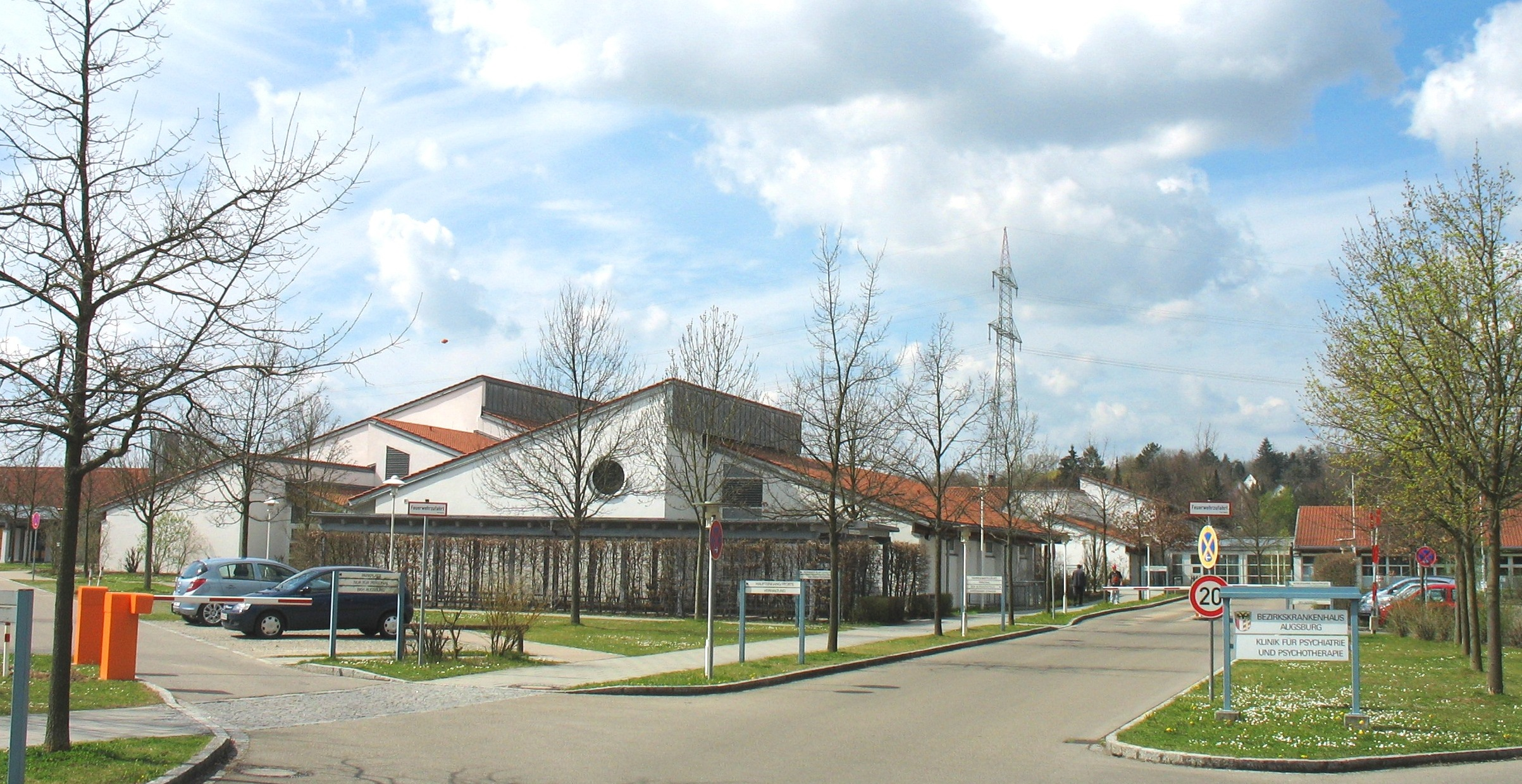
Haupteingang des Bezirkskrankenhauses Augsburg

Der erste Bauabschnitt der Klinik (die Stationen A und B) konnte 1989 in Betrieb genommen werden. Damals standen zur Versorgung der Patienten 80 Betten zur Verfügung, die auf zwei offene und zwei Intensivbereiche verteilt waren. Außerdem wurde eine allgemeinpsychiatrische Institutsambulanz installiert.
Am 1. Oktober 1995 wurde der zweite Bauabschnitt fertiggestellt (die Stationen C und D). Neben der Erhöhung der Aufnahmekapazität um weitere 80 Betten wurde auch ein umfangreiches Komplementherapeutisches Angebot eingerichtet und eine Mehrzweckhalle mit Schwimmbad in Betrieb genommen. Außerdem wurde der ambulante Bereich durch die Einrichtung einer allgemeinpsychiatrischen Tagesklinik mit 20 Behandlungsplätzen ausgebaut.
Am 1. April 1999 wurde der dritte Bauabschnitt mit den Stationen E und F (Krisenintervention und Alterspsychiatrie) eingeweiht – seitdem stehen weitere 80 Betten zur Verfügung.
Eine weitere Ausbauphase wurde mit der Eröffnung der Drogenklinik am 1. Oktober 2000 abgeschlossen, die eine Station mit 20 Betten und eine spezialisierte Tagesklinik mit 12 Plätzen umfasst. Daneben wurde eine Außenstelle der Drogenambulanz in der Augsburger Innenstadt eingerichtet.
Ab März 2015 wurde in zweieinhalb Jahren Bauzeit der letzte Erweiterungsbau mit 3 zusätzlichen Stationen (G1 – G3) mit 66 Betten errichtet, der am 9. Oktober 2017 eingeweiht werden konnte.
Seit 2019 ist das BKH Augsburg als Klinik für Psychiatrie, Psychotherapie und Psychosomatik der Universität Augsburg Teil der Universitätsmedizin Augsburg. Der erste Lehrstuhl wurde 2020 besetzt und ist einer von sechs Lehrstühlen für Psychiatrie und Psychotherapie in Bayern. Das BKH Augsburg ist seit 2021 Teil des Deutschen Zentrums für Psychische Gesundheit.

## Kennzahlen
Inbetriebnahme am 1. Oktober 1989. Pro Jahr werden etwa 4.500 Menschen voll- oder teilstationär sowie mehr als 9.000 ambulant behandelt. Rund 650 Beschäftigte arbeiten im größten psychiatrisch-psychotherapeutischen Versorgungszentrum in Schwaben.
Auf dem Gelände des BKH Augsburg hat die Unternehmensleitung der Bezirkskliniken Schwaben ihren Sitz.

## Behandlungsspektrum
- Akut- und Allgemeinpsychiatrie
- Neuropsychiatrie und Erkrankungen des höheren Lebensalters
- Primäre und sekundäre Abhängigkeitserkrankungen
- Psychotherapie und Psychosoziale Therapie
- Psychosomatik

## Ambulanzen
Das psychiatrisch-psychotherapeutische Fachkrankenhaus verfügt über eine der größten Ambulanzen in Bayern. Die Allgemeinpsychiatrische Institutsambulanz (PIA) ist dem BKH Augsburg angegliedert und dient der Behandlung von Menschen mit seelischen Erkrankungen. Sie richtet sich vorwiegend an Personen zwischen dem 18. und 65. Lebensjahr, sofern nicht eine Suchterkrankung im Vordergrund steht.
- PIA Augsburg – Allgemeinpsychiatrie
- PIA Augsburg – Alterspsychiatrie
- PIA Augsburg – Suchtmedizin Drogenabhängigkeit
- PIA Augsburg – Suchtmedizin Alkohol- und Medikamentenabhängigkeit (FAMe)
- Privatambulanz  Alkomiet Hasan
- Spezialambulanz Sportpsychiatrie
- Adoleszentenambulanz für Cannabis und Psychose (CaP)
- Spezialambulanz für Sexualität und Substanzkonsum

## Besonderheiten
- Spezielle Klinik für Abhängige von illegalen Betäubungsmitteln mit stationärem, teilstationärem und ambulantem Angebot.
- Eine weitere Drogenambulanz befindet sich in der Stadtmitte von Augsburg (Holbeinstraße 9)
- Außerdem werden angeboten: Gedächtnissprechstunde, Sprechstunde für Studierende, Cannabis-Sprechstunde, Traumaambulanz

## Ausbildung zur Logopädin/zum Logopäden
An das BKH angegliedert ist die Berufsfachschule für Logopädie der Bezirkskliniken Schwaben, die einzige in Schwaben. Die 1994 gegründete Schule befindet sich in der Stenglinstraße 2.

## Lage
Das Bezirkskrankenhaus Augsburg befindet sich in unmittelbarer Nachbarschaft zur Universitätsklinik Augsburg (UKA) im Augsburger Stadtgebiet Kriegshaber am westlichen Stadtrand und in Angrenzung an die Stadt Neusäß. Das BKH Augsburg ist über die B17 und B300 gut zu erreichen.

## Öffentlicher Nahverkehr
Durch die in der Nähe gelegene Haltestelle Uniklinik/BKH ist das Krankenhaus mit der Straßenbahnlinie 2 und der Stadtbuslinie 32 der AVG sowie der AVV-Regionalbuslinie 512 zu erreichen. Von dort sind es nur ca. 300 Meter zum BKH Augsburg.
Für Besucher, die mit dem Pkw anreisen, steht ein gebührenpflichtiger Parkplatz zur Verfügung. Die Anzahl der Besucherparkplätze ist limitiert. Eine Reihe von Besucherparkplätzen in der Geschwister-Schönert-Straße bzw. auf dem Gelände des BKH ist kostenpflichtig. Der Preis ist abhängig vom gewählten Parkplatz. Kartenzahlung ist möglich.